# Boeing Bird of Prey
Boeing Bird of Prey — експериментальний літак, розроблений McDonnell Douglas / Boeing у 1990-х роках. Літак не отримав індексу серії X, оскільки не був прототипом реального апарата, а використовувався тільки як тестовий стенд (демонстратор технологій) для відпрацювання технологій "невидимості" stealth.
Назва літака — відсилання на «Klingon Bird of Prey — військовий корабель з телесеріалу «Star Trek».
Розвиток технологій невидимості почався у 1992 році в Phantom Works — спеціальному підрозділі McDonnell Douglas. Пізніше цей підрозділ став частиною Boeing Integrated Defense Systems після злиття Boeing і McDonnell Douglas в 1997.
Перший політ Boeing Bird of Prey відбувся у 1996 році, і ще 39 польотів були виконані до закриття програми в 1999-му. Boeing Bird of Prey розроблявся, щоб відпрацювати технології запобігання радіотіні, виробити концепцію геометрії корпусу, перевірити активний камуфляж його поверхні. Зокрема апарат мав спеціальне покриття, здатне поглинати радіохвилі, змінювати колір і відбивну здатність відповідно до зовнішніх умов.
Boeing Bird of Prey розсекречений у квітні 2002 року.

## Льотно-технічні характеристики
- Екіпаж: 1
- Довжина: 14,22 м
- Розмах крила: 6,91 м
- Висота: 2,82 м
- Площа крила: 20,4 м.кв.
- Максимальна злітна вага: 3356 кг
- Силова установка: 1 × Pratt & Whitney Canada JT15D-5C, 14,2 кН
- Максимальна швидкість: 260 вузлів (299 миль в годину, 482 км/год)
- Стеля: 6100 м